# Ричмонд (Британска Колумбија)
Ричмонд (енгл. Richmond) је приобални град у канадској покрајини Британска Колумбија. Град је део  шире области Ванкувера, северно од града су Ванкувер и Бернаби, Њу Вестминстер (Британска Колумбија) на истоку и Делта на југу, док је на западу Џорџијански мореуз. У Ричмонду се налази Међународни аеродром Ванкувер. Према резултатима пописа 2011. у граду је живело 190.473 становника.

## Становништво
Према резултатима пописа становништва из 2011. у граду је живело 190.473 становника, што је за 9,2% више у односу на попис из 2006. када је регистровано 174.461 житеља.
| 2006.   | 2011.   | 2016.   |
| ------- | ------- | ------- |
| 174.461 | 190.473 | 198.309 |